# Notodonta dembowskii
Notodonta dembowskii är en fjärilsart som beskrevs av Charles Oberthür 1879. Notodonta dembowskii ingår i släktet Notodonta och familjen tandspinnare. Inga underarter finns listade i Catalogue of Life.